# 朗格莱
朗格莱（法語：Langley，法語發音：[lɑ̃ɡlɛ] ⓘ）是法国大东部大区孚日省的一个市镇，位于该省中北部，摩泽尔河右岸，属于埃皮纳勒区和埃皮纳勒城市圈公共社区。

## 地理
朗格莱（48°21'35"N, 6°19'30"E）面积2.73 平方千米，位于法国大東部大區孚日省，该省份为法国东北部内陆省份，北起默兹省和默尔特-摩泽尔省，西接上马恩省，南至上索恩省和贝尔福地区省，东临上莱茵省和下莱茵省。
与朗格莱接壤的市镇（或旧市镇、城区）包括：达马奥布瓦、埃斯涅、波尔蒂约、万塞。
朗格莱的时区为UTC+01:00、UTC+02:00（夏令时）。

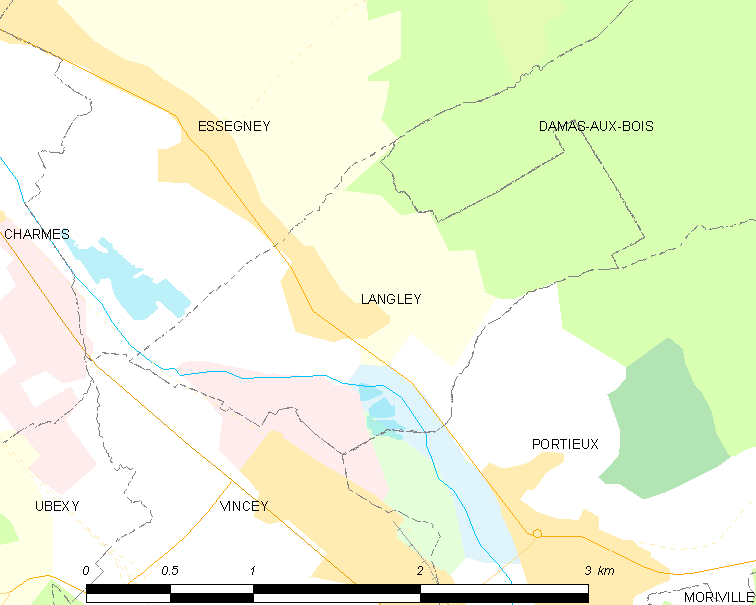
朗格莱的OSM定位图

## 行政
朗格莱的邮政编码为88130，INSEE市镇编码为88260。

## 政治
朗格莱所属的省级选区为沙尔姆县。

## 人口

1962-2008年间朗格莱人口变化图示

朗格莱于2022年1月1日时的人口数量为144人。